# Ekstraklasa w piłce nożnej (2021/2022)/Wyniki spotkań wiosna

## Zestawienie wszystkich rozegranych meczów
Kliknięcie na wynik powoduje przejście do opisu danego spotkania.
| Gospodarz \ Gość             | BBT | CRA | GKŁ | GZA | JAG | LPO | LGD | LEG | PIA | POG | RAD | RAK | SMI | ŚLĄ | WAR | WKR | WPŁ | ZLU |
| ---------------------------- | --- | --- | --- | --- | --- | --- | --- | --- | --- | --- | --- | --- | --- | --- | --- | --- | --- | --- |
| Bruk-Bet Termalica Nieciecza |     | 1–2 | 1–1 | 3–1 | 2–1 | 1–3 | 0–2 | 0–0 | 0–1 | 1–3 | 1–1 | 0–3 | 1–1 | 4–3 | 1–0 | 2–2 | 1–0 | 0–2 |
| Cracovia                     | 1–2 |     | 0–2 | 2–2 | 2–1 | 3–3 | 2–0 | 1–0 | 0–1 | 1–1 | 1–2 | 1–0 | 3–3 | 1–2 | 2–0 | 0–0 | 3–0 | 1–0 |
| Górnik Łęczna                | 1–1 | 1–1 |     | 1–2 | 0–1 | 1–1 | 0–4 | 0–1 | 1–1 | 0–4 | 1–0 | 0–0 | 2–0 | 1–1 | 0–4 | 1–3 | 3–2 | 2–1 |
| Górnik Zabrze                | 1–1 | 3–0 | 4–2 |     | 1–2 | 1–3 | 1–3 | 3–2 | 0–1 | 2–2 | 0–0 | 1–1 | 1–0 | 3–1 | 1–0 | 0–1 | 4–2 | 0–0 |
| Jagiellonia Białystok        | 1–0 | 0–0 | 1–2 | 1–3 |     | 1–0 | 1–1 | 2–2 | 3–3 | 1–2 | 1–1 | 3–0 | 1–1 | 1–1 | 1–1 | 3–1 | 0–1 | 2–1 |
| Lech Poznań                  | 5–0 | 2–0 | 3–0 | 2–1 | 3–0 |     | 2–0 | 1–1 | 1–0 | 1–1 | 0–0 | 0–1 | 3–1 | 4–0 | 2–0 | 5–0 | 4–1 | 2–1 |
| Lechia Gdańsk                | 2–0 | 3–0 | 2–0 | 1–1 | 1–2 | 1–0 |     | 3–1 | 1–0 | 0–0 | 2–2 | 3–1 | 3–2 | 2–0 | 2–0 | 1–1 | 1–0 | 2–1 |
| Legia Warszawa               | 4–1 | 3–0 | 3–1 | 5–3 | 1–0 | 0–1 | 2–1 |     | 0–1 | 0–2 | 0–3 | 2–3 | 1–3 | 1–0 | 0–1 | 2–1 | 1–0 | 4–0 |
| Piast Gliwice                | 2–1 | 2–4 | 1–0 | 0–0 | 2–1 | 1–2 | 1–0 | 4–1 |     | 0–2 | 1–1 | 2–3 | 1–1 | 1–1 | 0–1 | 1–0 | 4–3 | 0–1 |
| Pogoń Szczecin               | 2–2 | 1–1 | 4–1 | 2–0 | 4–1 | 0–3 | 5–1 | 3–1 | 1–0 |     | 4–0 | 1–2 | 4–1 | 2–1 | 1–1 | 4–1 | 1–2 | 2–1 |
| Radomiak Radom               | 1–1 | 0–1 | 3–1 | 1–0 | 2–2 | 2–1 | 2–0 | 3–1 | 2–2 | 1–1 |     | 0–1 | 1–1 | 1–1 | 1–0 | 4–2 | 1–1 | 1–6 |
| Raków Częstochowa            | 3–2 | 1–1 | 2–1 | 1–2 | 5–0 | 2–2 | 3–0 | 1–1 | 1–0 | 0–0 | 2–2 |     | 2–1 | 1–1 | 3–0 | 2–0 | 2–0 | 4–0 |
| Stal Mielec                  | 1–0 | 1–2 | 2–0 | 1–2 | 1–1 | 0–0 | 3–3 | 2–1 | 0–2 | 0–1 | 1–0 | 0–3 |     | 1–1 | 0–1 | 2–1 | 2–1 | 4–2 |
| Śląsk Wrocław                | 0–4 | 0–2 | 0–0 | 3–4 | 2–2 | 0–1 | 1–1 | 1–0 | 1–3 | 1–1 | 0–0 | 1–2 | 2–1 |     | 2–2 | 1–1 | 3–1 | 0–0 |
| Warta Poznań                 | 0–0 | 1–0 | 1–1 | 2–1 | 1–1 | 1–2 | 0–2 | 0–2 | 2–3 | 1–1 | 3–1 | 0–2 | 0–0 | 2–0 |     | 1–1 | 1–2 | 0–2 |
| Wisła Kraków                 | 3–0 | 1–0 | 0–0 | 4–1 | 0–0 | 1–1 | 2–2 | 1–0 | 2–2 | 0–1 | 0–1 | 1–2 | 0–1 | 0–5 | 0–1 |     | 3–4 | 3–0 |
| Wisła Płock                  | 1–1 | 2–1 | 3–1 | 3–2 | 3–0 | 0–1 | 1–0 | 1–0 | 0–2 | 1–0 | 1–0 | 1–1 | 3–0 | 1–2 | 0–3 | 2–0 |     | 4–0 |
| Zagłębie Lubin               | 2–1 | 1–1 | 3–1 | 2–4 | 0–1 | 2–3 | 2–2 | 1–3 | 0–0 | 2–0 | 0–2 | 1–0 | 3–1 | 1–3 | 0–4 | 2–1 | 3–1 |     |

## Wiosna (4 lutego – 22 maja)
Źródło 1:
Źródło 2:
Źródło 3:

### 20. kolejka (4 – 7 lutego)
| 14 lutego 2022 | Bruk-Bet Termalica Nieciecza                 | 2:1   | Jagiellonia Białystok                                                                    |                                                                                   |
| 18:00          | Wlazło 44' (k) · Biedrzycki 50' (k)          | (1:0) | 70' Mystkowski                                                                           | Stadion Nieciecza KS, Nieciecza Widzów: 1 376 Sędzia: Krzysztof Jakubik (Siedlce) |
| 18:00          | Bezpalec 67' · Bonecki 79' · Grabowski 90+5' | (1:0) | 12' Wdowik · 38' Pospíšil · 48' Alomerović · 49' Matysik · 86' Černych · 90+6' Romanczuk | Stadion Nieciecza KS, Nieciecza Widzów: 1 376 Sędzia: Krzysztof Jakubik (Siedlce) |

| 24 lutego 2022 | Zagłębie Lubin           | 1:3   | Legia Warszawa                                |                                                                         |
| 20:30          | Szysz 48'                | (0:2) | 40' Rosołek · 44' (sam.) Kopacz · 88' Wszołek | Stadion Zagłębia Lubin, Lubin Widzów: 5 237 Sędzia: Piotr Lasyk (Bytom) |
| 20:30          | Chodyna 37' · Poręba 50' | (0:2) | 11' Wieteska · 19' Josué · 53' Johansson      | Stadion Zagłębia Lubin, Lubin Widzów: 5 237 Sędzia: Piotr Lasyk (Bytom) |

| 35 lutego 2022 | Stal Mielec                         | 1:2   | Górnik Zabrze                                                            | |
| 15:00          | Tomasiewicz 45+2' (k.)              | (1:0) | 52' Nowak · 85' Podolski                                                 | Stadion Miejskiego Ośrodka Sportu i Rekreacji w Mielcu, Mielec Widzów: 2 994 Sędzia: Daniel Stefański (Bydgoszcz) |
| 15:00          | Tomasiewicz 34' · Kasperkiewicz 53' | (1:0) | 14' Kubica · 30' Pawłowski · 43' Gryszkiewicz · 54' Janicki · 80' Manneh | Stadion Miejskiego Ośrodka Sportu i Rekreacji w Mielcu, Mielec Widzów: 2 994 Sędzia: Daniel Stefański (Bydgoszcz) |

| 45 lutego 2022 | Piast Gliwice               | 0:2   | Pogoń Szczecin                  |                                                                                                 |
| 17:30          |                             | (0:0) | 59' Grosicki · 82' Biczachczian | Stadion Miejski im. Piotra Wieczorka, Gliwice Widzów: 3 233 Sędzia: Paweł Raczkowski (Warszawa) |
| 17:30          | 69' Dąbrowski · 89' Kurzawa | (0:0) |                                 | Stadion Miejski im. Piotra Wieczorka, Gliwice Widzów: 3 233 Sędzia: Paweł Raczkowski (Warszawa) |

| 55 lutego 2022 | Lechia Gdańsk               | 2:0   | Śląsk Wrocław                |                                                                                   |
| 20:00          | Kałuziński 22' · Nalepa 57' | (1:0) |                              | Polsat Plus Arena Gdańsk, Gdańsk Widzów: 6 431 Sędzia: Bartosz Frankowski (Toruń) |
| 20:00          | Terrazzino 90'              | (1:0) | 45+3' Lewkot · 85' Mączyński | Polsat Plus Arena Gdańsk, Gdańsk Widzów: 6 431 Sędzia: Bartosz Frankowski (Toruń) |

| 66 lutego 2022 | Warta Poznań              | 1:1   | Górnik Łęczna              | |
| 12:30          | Śpiączka 57'              | (0:0) | 90' Lis                    | Stadion Dyskobolii Grodzisk Wielkopolski, Grodzisk Wielkopolski Widzów: 924 Sędzia: Sebastian Krasny (Kraków) |
| 12:30          | Trałka 38' · Grobelny 60' | (0:0) | 5' Śpiączka · 23' Dziwniel | Stadion Dyskobolii Grodzisk Wielkopolski, Grodzisk Wielkopolski Widzów: 924 Sędzia: Sebastian Krasny (Kraków) |

| 76 lutego 2022 | Raków Częstochowa           | 2:0   | Wisła Kraków |                                                                                               |
| 15:00          | Tudor 55' (k) · Wdowiak 74' | (0:0) |              | Miejski Stadion Piłkarski "Raków", Częstochowa Widzów: 3 823 Sędzia: Szymon Marciniak (Płock) |
| 15:00          | 47' Hanousek · 77' Ring     | (0:0) |              | Miejski Stadion Piłkarski "Raków", Częstochowa Widzów: 3 823 Sędzia: Szymon Marciniak (Płock) |

| 86 lutego 2022 | Cracovia                                       | 3:3   | Lech Poznań                    | |
| 17:30          | Rakoczy 18' · Myszor 77' · Balaj 90'           | (1:1) | 29', 67' Amaral · 47' Kamiński | Stadion Cracovii im. Józefa Piłsudskiego, Kraków Widzów: 7 126 Sędzia: Damian Sylwestrzak (Wrocław) |
| 17:30          | Kakabadze 46' · Hanca 48', 90+2' · Rodin 90+2' | (1:1) | 85' Šatka                      | Stadion Cracovii im. Józefa Piłsudskiego, Kraków Widzów: 7 126 Sędzia: Damian Sylwestrzak (Wrocław) |

| 97 lutego 2022 | Radomiak Radom               | 1:1   | Wisła Płock                                                       | |
| 18:00          | Rossi 28'                    | (1:1) | 31' Rasak                                                         | Stadion Lekkoatletyczno-Piłkarski im. Marszałka Józefa Piłsudskiego, Radom Widzów: 3 934 Sędzia: Tomasz Kwiatkowski (Warszawa) |
| 18:00          | Rossi 45+1' · Cichocki 45+2' | (1:1) | 44' Cielemęcki · 45+1', 90+4' Rzeźniczak · 72' Rasak · 74' Wolski | Stadion Lekkoatletyczno-Piłkarski im. Marszałka Józefa Piłsudskiego, Radom Widzów: 3 934 Sędzia: Tomasz Kwiatkowski (Warszawa) |

### 21. kolejka (11 – 14 lutego)
| 111 lutego 2022 | Górnik Łęczna                                               | 1:1   | Śląsk Wrocław                |                                                                                  |
| 18:00           | García 42' (sam.)                                           | (1:0) | 78' Łyszczarz                | Stadion Górnika Łęczna, Łęczna Widzów: 2 302 Sędzia: Paweł Raczkowski (Warszawa) |
| 18:00           | Lokilo 61' · Szcześniak 67', 71' · Gąska 71' · Banaszak 87' | (1:0) | 57' Tamás · 64' Jastrzembski | Stadion Górnika Łęczna, Łęczna Widzów: 2 302 Sędzia: Paweł Raczkowski (Warszawa) |

| 211 lutego 2022 | Cracovia                 | 2:0   | Lechia Gdańsk |                                                                                                 |
| 20:30           | Rakoczy 68' · Râpă 90'   | (0:0) |               | Stadion Cracovii im. Józefa Piłsudskiego, Kraków Widzów: 5 568 Sędzia: Szymon Marciniak (Płock) |
| 20:30           | 48' Nalepa · 66' Clemens | (0:0) |               | Stadion Cracovii im. Józefa Piłsudskiego, Kraków Widzów: 5 568 Sędzia: Szymon Marciniak (Płock) |

| 312 lutego 2022 | Wisła Kraków                   | 0:1   | Stal Mielec                     |                                                                                                  |
| 15:00           |                                | (0:1) | 11' Tomasiewicz                 | Stadion Miejski im. Henryka Reymana, Kraków Widzów: 11 484 Sędzia: Tomasz Kwiatkowski (Warszawa) |
| 15:00           | Fazłagiḱ 37' · Gruszkowski 84' | (0:1) | 30' Kasperkiewicz · 55' Hinokio | Stadion Miejski im. Henryka Reymana, Kraków Widzów: 11 484 Sędzia: Tomasz Kwiatkowski (Warszawa) |

| 412 lutego 2022 | Radomiak Radom                     | 0:1   | Raków Częstochowa                                                                 | |
| 17:30           |                                    | (0:1) | 1' Papanikolau                                                                    | Stadion Lekkoatletyczno-Piłkarski im. Marszałka Józefa Piłsudskiego, Radom Widzów: 4 467 Sędzia: Damian Sylwestrzak (Wrocław) |
| 17:30           | Cele 14' · Leândro 28' · Silva 48' | (0:1) | 12' Arsenić · 34' Lederman · 39' Kun · 67' Tudor · 76' Petrášek · 90+4' Kovačević | Stadion Lekkoatletyczno-Piłkarski im. Marszałka Józefa Piłsudskiego, Radom Widzów: 4 467 Sędzia: Damian Sylwestrzak (Wrocław) |

| 512 lutego 2022 | Lech Poznań                                                         | 5:0   | Bruk-Bet Termalica Nieciecza |                                                                          |
| 20:00           | Ishak 18' · Kamiński 27' · Ramírez 44' · Salamon 55' · Kownacki 85' | (3:0) |                              | Stadion Poznań, Poznań Widzów: 13 151 Sędzia: Sebastian Jarzębak (Bytom) |
| 20:00           | Ba Loua 81'                                                         | (3:0) | 37' Domgjoni                 | Stadion Poznań, Poznań Widzów: 13 151 Sędzia: Sebastian Jarzębak (Bytom) |

| 613 lutego 2022 | Wisła Płock                               | 0:2   | Piast Gliwice                 |                                                                                          |
| 12:30           |                                           | (0:0) | 64' Konczkowski · 68' Wilczek | Stadion im. Kazimierza Górskiego, Płock Widzów: 2 516 Sędzia: Bartosz Frankowski (Toruń) |
| 12:30           | Tomasik 3' · Vallo 42' · Rzeźniczak 90+2' | (0:0) | 90' Vida · 90+5' Hateley      | Stadion im. Kazimierza Górskiego, Płock Widzów: 2 516 Sędzia: Bartosz Frankowski (Toruń) |

| 713 lutego 2022 | Pogoń Szczecin                | 2:1   | Zagłębie Lubin                           |                                                                                             |
| 15:00           | Zahovič 6' · Biczachczian 80' | (1:0) | 58' Szysz                                | Stadion Miejski im. Floriana Krygiera, Szczecin Widzów: 8 103 Sędzia: Tomasz Wajda (Żywiec) |
| 15:00           | Grosicki 71'                  | (1:0) | 60' Żubrowski · 69' Żygulow · 77' Poręba | Stadion Miejski im. Floriana Krygiera, Szczecin Widzów: 8 103 Sędzia: Tomasz Wajda (Żywiec) |

| 813 lutego 2022 | Legia Warszawa                                                                   | 0:1   | Warta Poznań           | |
| 17:30           |                                                                                  | (0:1) | 23' Szymonowicz        | Stadion Miejski Legii Warszawa im. Marszałka Józefa Piłsudskiego, Warszawa Widzów: 12 137 Sędzia: Łukasz Kuźma (Białystok) |
| 17:30           | Slisz 35' · Rose 61' · Johansson 69' · Boruc 72' · Mladenović 73' · Ciepiela 78' | (0:1) | 56' Kiełb · 65' Ivanov | Stadion Miejski Legii Warszawa im. Marszałka Józefa Piłsudskiego, Warszawa Widzów: 12 137 Sędzia: Łukasz Kuźma (Białystok) |

| 914 lutego 2022 | Górnik Zabrze | 1:2   | Jagiellonia Białystok       |                                                                                      |
| 18:00           | Krawczyk 35'  | (1:0) | 66' Přikryl · 90+3' Struski | Stadion im. Ernesta Pohla, Zabrze Widzów: 9 269 Sędzia: Daniel Stefański (Bydgoszcz) |
| 18:00           | Janža 88'     | (1:0) | 45' Paweł Olszewski         | Stadion im. Ernesta Pohla, Zabrze Widzów: 9 269 Sędzia: Daniel Stefański (Bydgoszcz) |

### 22. kolejka (18 – 21 lutego)
| 118 lutego 2022 | Zagłębie Lubin                | 3:1   | Wisła Płock                |                                                                                  |
| 18:00           | Doležal 31', 59' · Łakomy 65' | (1:1) | 11' Sekulski               | Stadion Zagłębia Lubin, Lubin Widzów: 2 562 Sędzia: Daniel Stefański (Bydgoszcz) |
| 18:00           | Szysz 45+2' · Balić 76'       | (1:1) | 42' Szwoch · 50' Gerbowski | Stadion Zagłębia Lubin, Lubin Widzów: 2 562 Sędzia: Daniel Stefański (Bydgoszcz) |

| 218 lutego 2022 | Stal Mielec       | 0:1   | Pogoń Szczecin                                             | |
| 20:30           |                   | (0:0) | 90+3' Biczachczian                                         | Stadion Miejskiego Ośrodka Sportu i Rekreacji w Mielcu, Mielec Widzów: 3 588 Sędzia: Paweł Malec (Łódź) |
| 20:30           | Kasperkiewicz 18' | (0:0) | 28' Kowalczyk · 79' Drygas · 86' Dąbrowski · 90+3' Zahovič | Stadion Miejskiego Ośrodka Sportu i Rekreacji w Mielcu, Mielec Widzów: 3 588 Sędzia: Paweł Malec (Łódź) |

| 319 lutego 2022 | Jagiellonia Białystok | 0:0   | Cracovia                 |                                                                             |
| 15:00           |                       | (0:0) |                          | Stadion Miejski, Białystok Widzów: 6 172 Sędzia: Bartosz Frankowski (Toruń) |
| 15:00           | Struski 85'           | (0:0) | 73' Rasmussen · 82' Knap | Stadion Miejski, Białystok Widzów: 6 172 Sędzia: Bartosz Frankowski (Toruń) |

| 419 lutego 2022 | Śląsk Wrocław              | 1:3   | Piast Gliwice                                  |                                                                               |
| 17:30           | Piasecki 25' (k)           | (1:3) | 16' Kądzior · 35' (sam.) Janasik · 45' Wilczek | Tarczyński Arena, Wrocław Widzów: 5 819 Sędzia: Tomasz Kwiatkowski (Warszawa) |
| 17:30           | Golla 18' · Grétarsson 29' | (1:3) | 23' Wilczek · 26' Huk · 90+3' Toril            | Tarczyński Arena, Wrocław Widzów: 5 819 Sędzia: Tomasz Kwiatkowski (Warszawa) |

| 519 lutego 2022 | Bruk-Bet Termalica Nieciecza | 0:0   | Legia Warszawa                                                                     |                                                                                    |
| 20:00           |                              | (0:0) |                                                                                    | Stadion Nieciecza KS, Nieciecza Widzów: 4 564 Sędzia: Damian Sylwestrzak (Wrocław) |
| 20:00           | Putiwcew 13' · Grzybek 79'   | (0:0) | 3' Slisz · 57' Johansson · 60' Skibicki · 68', 73' Lopes · 81' Wieteska · 87' Rose | Stadion Nieciecza KS, Nieciecza Widzów: 4 564 Sędzia: Damian Sylwestrzak (Wrocław) |

| 620 lutego 2022 | Warta Poznań                | 3:1   | Radomiak Radom           | |
| 12:30           | Grzesik 47' · Luís 51', 53' | (0:1) | 37' Abramowicz           | Stadion Dyskobolii Grodzisk Wielkopolski, Grodzisk Wielkopolski Widzów: 1 566 Sędzia: Krzysztof Jakubik (Siedlce) |
| 12:30           | Trałka 17'                  | (0:1) | 24' Cele · 90+4' Leândro | Stadion Dyskobolii Grodzisk Wielkopolski, Grodzisk Wielkopolski Widzów: 1 566 Sędzia: Krzysztof Jakubik (Siedlce) |

| 720 lutego 2022 | Górnik Zabrze      | 1:1   | Raków Częstochowa |                                                                              |
| 15:00           | Krawczyk 4'        | (1:1) | 45+7' López       | Stadion im. Ernesta Pohla, Zabrze Widzów: 10 544 Sędzia: Piotr Lasyk (Bytom) |
| 15:00           | Gryszkiewicz 45+1' | (1:1) | 57' Sapała        | Stadion im. Ernesta Pohla, Zabrze Widzów: 10 544 Sędzia: Piotr Lasyk (Bytom) |

| 820 lutego 2022 | Lechia Gdańsk           | 1:0   | Lech Poznań |                                                                                     |
| 17:30           | Koperski 86'            | (0:0) |             | Polsat Plus Arena Gdańsk, Gdańsk Widzów: 11 002 Sędzia: Paweł Raczkowski (Warszawa) |
| 17:30           | Gajos 40' · Kubicki 46' | (0:0) |             | Polsat Plus Arena Gdańsk, Gdańsk Widzów: 11 002 Sędzia: Paweł Raczkowski (Warszawa) |

| 921 lutego 2022 | Wisła Kraków | 0:0   | Górnik Łęczna |                                                                                        |
| 18:00           |              | (0:0) |               | Stadion Miejski im. Henryka Reymana, Kraków Widzów: 10 269 Sędzia: Damian Kos (Gdańsk) |
| 18:00           | Fazłagiḱ 75' | (0:0) | 27' Krykun    | Stadion Miejski im. Henryka Reymana, Kraków Widzów: 10 269 Sędzia: Damian Kos (Gdańsk) |

### 23. kolejka (25 – 28 lutego)
| 125 lutego 2022 | Raków Częstochowa                   | 2:0   | Wisła Płock                           |                                                                                                |
| 18:00           | Gutkovskis 32' · Wdowiak 59'        | (1:0) |                                       | Miejski Stadion Piłkarski "Raków", Częstochowa Widzów: 3 107 Sędzia: Sebastian Krasny (Kraków) |
| 18:00           | Tudor 41' · Petrášek 55' · Arak 85' | (1:0) | 39' Wolski · 50' Lagator · 51' Furman | Miejski Stadion Piłkarski "Raków", Częstochowa Widzów: 3 107 Sędzia: Sebastian Krasny (Kraków) |

| 225 lutego 2022 | Legia Warszawa              | 2:1   | Wisła Kraków                           | |
| 20:30           | Pekhart 8' · Wieteska 90+4' | (1:0) | 79' Gruszkowski                        | Stadion Miejski Legii Warszawa im. Marszałka Józefa Piłsudskiego, Warszawa Widzów: 14 612 Sędzia: Piotr Lasyk (Bytom) |
| 20:30           | Josué 85'                   | (1:0) | 35' Colley · 77' Hugi · 90+5' Frydrych | Stadion Miejski Legii Warszawa im. Marszałka Józefa Piłsudskiego, Warszawa Widzów: 14 612 Sędzia: Piotr Lasyk (Bytom) |

| 326 lutego 2022 | Pogoń Szczecin                                | 0:3   | Lech Poznań                                         |                                                                                                   |
| 15:00           |                                               | (0:0) | 69', 76' (k) Ishak · 72' Kownacki                   | Stadion Miejski im. Floriana Krygiera, Szczecin Widzów: 9 138 Sędzia: Paweł Raczkowski (Warszawa) |
| 15:00           | Łasicki 56' · Łęgowski 75' · Fornalczyk 90+2' | (0:0) | 55' Ishak · 56' Amaral · 59' Kamiński · 61' Salamon | Stadion Miejski im. Floriana Krygiera, Szczecin Widzów: 9 138 Sędzia: Paweł Raczkowski (Warszawa) |

| 426 lutego 2022 | Górnik Łęczna                       | 2:0   | Stal Mielec |                                                                                  |
| 17:30           | Gol 23' · Gąska 32'                 | (2:0) |             | Stadion Górnika Łęczna, Łęczna Widzów: 2 000 Sędzia: Krzysztof Jakubik (Siedlce) |
| 17:30           | Gol 52' · Lokilo 80' · Rymaniak 84' | (2:0) | 84' Żyro    | Stadion Górnika Łęczna, Łęczna Widzów: 2 000 Sędzia: Krzysztof Jakubik (Siedlce) |

| 526 lutego 2022 | Piast Gliwice  | 0:0   | Górnik Zabrze |                                                                                                  |
| 20:00           |                | (0:0) |               | Stadion Miejski im. Piotra Wieczorka, Gliwice Widzów: 4 747 Sędzia: Damian Sylwestrzak (Wrocław) |
| 20:00           | Kostadinow 79' | (0:0) | 46' Pawłowski | Stadion Miejski im. Piotra Wieczorka, Gliwice Widzów: 4 747 Sędzia: Damian Sylwestrzak (Wrocław) |

| 627 lutego 2022 | Jagiellonia Białystok                   | 1:1   | Warta Poznań                               |                                                                      |
| 12:30           | Přikryl 65'                             | (0:0) | 63' Castañeda                              | Stadion Miejski, Białystok Widzów: 5 179 Sędzia: Damian Kos (Gdańsk) |
| 12:30           | Țîru 24' · Alomerović 42' · Struski 73' | (0:0) | 23' Kopczyński · 37' Kupczak · 69' Grzesik | Stadion Miejski, Białystok Widzów: 5 179 Sędzia: Damian Kos (Gdańsk) |

| 727 lutego 2022 | Radomiak Radom             | 2:0   | Lechia Gdańsk | |
| 15:00           | Angielski 33' (k), 69' (k) | (1:0) |               | Stadion Lekkoatletyczno-Piłkarski im. Marszałka Józefa Piłsudskiego, Radom Widzów: 4 197 Sędzia: Sebastian Jarzębak (Bytom) |
| 15:00           | Cichocki 34'               | (1:0) |               | Stadion Lekkoatletyczno-Piłkarski im. Marszałka Józefa Piłsudskiego, Radom Widzów: 4 197 Sędzia: Sebastian Jarzębak (Bytom) |

| 827 lutego 2022 | Śląsk Wrocław | 0:0   | Zagłębie Lubin |                                                                           |
| 17:30           |               | (0:0) |                | Tarczyński Arena, Wrocław Widzów: 10 151 Sędzia: Szymon Marciniak (Płock) |
| 17:30           | 39' Balić     | (0:0) |                | Tarczyński Arena, Wrocław Widzów: 10 151 Sędzia: Szymon Marciniak (Płock) |

| 928 lutego 2022 | Cracovia      | 1:2   | Bruk-Bet Termalica Nieciecza                                  |                                                                                              |
| 18:00           | Loshaj 48'    | (0:2) | 39', 42' Mešanović                                            | Stadion Cracovii im. Józefa Piłsudskiego, Kraków Widzów: 5 383 Sędzia: Tomasz Wajda (Żywiec) |
| 18:00           | Jablonský 41' | (0:2) | 28' Radwański · 32' Grabowski · 52' Putiwcew · 84' Kukułowicz | Stadion Cracovii im. Józefa Piłsudskiego, Kraków Widzów: 5 383 Sędzia: Tomasz Wajda (Żywiec) |

### 24. kolejka (4 – 7 marca)
| 14 marca 2022 | Stal Mielec    | 1:1   | Jagiellonia Białystok                                   | |
| 18:00         | Wrzesiński 90' | (0:0) | 48' Matysik                                             | Stadion Miejskiego Ośrodka Sportu i Rekreacji w Mielcu, Mielec Widzów: 3 109 Sędzia: Jarosław Przybył (Kluczbork) |
| 18:00         | Flis 75'       | (0:0) | 39' Nastić · 49' Černych · 78' Mystkowski · 83' Matysik | Stadion Miejskiego Ośrodka Sportu i Rekreacji w Mielcu, Mielec Widzów: 3 109 Sędzia: Jarosław Przybył (Kluczbork) |

| 24 marca 2022 | Pogoń Szczecin                                                    | 4:0   | Radomiak Radom                   | |
| 20:30         | Drygas 6' · Triandafilopulos 55' · Łęgowski 76' · Jean Carlos 81' | (1:0) |                                  | Stadion Miejski im. Floriana Krygiera, Szczecin Widzów: 8 051 Sędzia: Tomasz Kwiatkowski (Warszawa) |
| 20:30         | Parzyszek 41'                                                     | (1:0) | 18' Nascimento · 28', 51' Luizão | Stadion Miejski im. Floriana Krygiera, Szczecin Widzów: 8 051 Sędzia: Tomasz Kwiatkowski (Warszawa) |

| 35 marca 2022 | Bruk-Bet Termalica Nieciecza  | 1:0   | Warta Poznań |                                                                                  |
| 15:00         | Poznar 86'                    | (0:0) |              | Stadion Nieciecza KS, Nieciecza Widzów: 1 474 Sędzia: Bartosz Frankowski (Toruń) |
| 15:00         | Domgjoni 24' · Biedrzycki 57' | (0:0) | 45+2' Papeau | Stadion Nieciecza KS, Nieciecza Widzów: 1 474 Sędzia: Bartosz Frankowski (Toruń) |

| 45 marca 2022 | Zagłębie Lubin | 0:0   | Piast Gliwice |                                                                        |
| 17:30         |                | (0:0) |               | Stadion Zagłębia Lubin, Lubin Widzów: 2 563 Sędzia: Paweł Malec (Łódź) |
| 17:30         | Daniel 83'     | (0:0) | 80' Sappinen  | Stadion Zagłębia Lubin, Lubin Widzów: 2 563 Sędzia: Paweł Malec (Łódź) |

| 55 marca 2022 | Lechia Gdańsk                         | 1:1   | Wisła Kraków  |                                                                                    |
| 20:00         | Zwoliński 36'                         | (1:0) | 89' Fernández | Polsat Plus Arena Gdańsk, Gdańsk Widzów: 6 198 Sędzia: Paweł Raczkowski (Warszawa) |
| 20:00         | Maloča 27' · Kubicki 82' · Ceesay 88' | (1:0) | 50' Colley    | Polsat Plus Arena Gdańsk, Gdańsk Widzów: 6 198 Sędzia: Paweł Raczkowski (Warszawa) |

| 66 marca 2022 | Wisła Płock                                 | 3:1   | Górnik Łęczna       |                                                                                     |
| 12:30         | Szwoch 10' · Wolski 30' · Sekulski 42'      | (3:1) | 22' Gąska           | Stadion im. Kazimierza Górskiego, Płock Widzów: 2 139 Sędzia: Tomasz Wajda (Żywiec) |
| 12:30         | Rzeźniczak 63' · Sekulski 68' · Zbozień 86' | (3:1) | 30' Gol · 72' Gąska | Stadion im. Kazimierza Górskiego, Płock Widzów: 2 139 Sędzia: Tomasz Wajda (Żywiec) |

| 76 marca 2022 | Górnik Zabrze                         | 3:0   | Cracovia                                    |                                                                                     |
| 15:00         | Dadok 8' · Nowak 41' · Podolski 90+2' | (2:0) |                                             | Stadion im. Ernesta Pohla, Zabrze Widzów: 8 544 Sędzia: Krzysztof Jakubik (Siedlce) |
| 15:00         | Dadok 57' · Gryszkiewicz 60'          | (2:0) | 19' Lusiusz · 58' van Amersfoort · 90' Râpă | Stadion im. Ernesta Pohla, Zabrze Widzów: 8 544 Sędzia: Krzysztof Jakubik (Siedlce) |

| 86 marca 2022 | Lech Poznań                     | 0:1   | Raków Częstochowa                                        |                                                                            |
| 17:30         |                                 | (0:0) | 50' López                                                | Stadion Poznań, Poznań Widzów: 27 534 Sędzia: Damian Sylwestrzak (Wrocław) |
| 17:30         | Kwekweskiri 88' · Salamon 90+4' | (0:0) | 19' Kun · 30' Arsenić · 68' Papanikolau · 90+4' Petrášek | Stadion Poznań, Poznań Widzów: 27 534 Sędzia: Damian Sylwestrzak (Wrocław) |

| 97 marca 2022 | Legia Warszawa             | 1:0   | Śląsk Wrocław | |
| 19:00         | Wszołek 69'                | (0:0) |               | Stadion Miejski Legii Warszawa im. Marszałka Józefa Piłsudskiego, Warszawa Widzów: 8 677 Sędzia: Tomasz Musiał (Kraków) |
| 19:00         | Çelhaka 49' · Nawrocki 61' | (0:0) |               | Stadion Miejski Legii Warszawa im. Marszałka Józefa Piłsudskiego, Warszawa Widzów: 8 677 Sędzia: Tomasz Musiał (Kraków) |

### 25. kolejka (11 – 14 marca)
| 111 marca 2022 | Bruk-Bet Termalica Nieciecza                      | 0:2   | Zagłębie Lubin                       |                                                                           |
| 18:00          |                                                   | (0:0) | 65' (k), 72' (k) Szysz               | Stadion Nieciecza KS, Nieciecza Widzów: 1 631 Sędzia: Damian Kos (Gdańsk) |
| 18:00          | Poznar 52' · Hubínek 61' · Hybš 64' · Bonecki 89' | (0:0) | 32' Šćekić · 75' Dieng · 88' Chodyna | Stadion Nieciecza KS, Nieciecza Widzów: 1 631 Sędzia: Damian Kos (Gdańsk) |

| 211 marca 2022 | Górnik Łęczna            | 0:1   | Legia Warszawa              |                                                                               |
| 20:30          |                          | (0:0) | 67' Rosołek                 | Stadion Górnika Łęczna, Łęczna Widzów: 6 006 Sędzia: Szymon Marciniak (Płock) |
| 20:30          | Gąska 60' · Drewniak 78' | (0:0) | 38' Johansson · 42' Çelhaka | Stadion Górnika Łęczna, Łęczna Widzów: 6 006 Sędzia: Szymon Marciniak (Płock) |

| 312 marca 2022 | Warta Poznań                               | 2:1   | Górnik Zabrze | |
| 15:00          | Trałka 15' · Castañeda 63'                 | (1:1) | 31' Kubica    | Stadion Dyskobolii Grodzisk Wielkopolski, Grodzisk Wielkopolski Widzów: 2 151 Sędzia: Krzysztof Jakubik (Siedlce) |
| 15:00          | 35' Manneh · 67' Wiśniewski · 85' Stalmach | (1:1) |               | Stadion Dyskobolii Grodzisk Wielkopolski, Grodzisk Wielkopolski Widzów: 2 151 Sędzia: Krzysztof Jakubik (Siedlce) |

| 412 marca 2022 | Piast Gliwice | 1:0   | Lechia Gdańsk                                  |                                                                                               |
| 17:30          | Mosór 68'     | (0:0) |                                                | Stadion Miejski im. Piotra Wieczorka, Gliwice Widzów: 3 017 Sędzia: Sebastian Krasny (Kraków) |
| 17:30          | Pyrka 61'     | (0:0) | 38' Conrado · 70' Zwoliński · 90+3' Terrazzino | Stadion Miejski im. Piotra Wieczorka, Gliwice Widzów: 3 017 Sędzia: Sebastian Krasny (Kraków) |

| 512 marca 2022 | Cracovia                                                             | 1:1   | Pogoń Szczecin                                                 | |
| 20:00          | Rivaldinho 90+5'                                                     | (0:0) | 90+2' Kowalczyk                                                | Stadion Cracovii im. Józefa Piłsudskiego, Kraków Widzów: 7 134 Sędzia: Jarosław Przybył (Kluczbork) |
| 20:00          | Rasmussen 4' · Knap 43' · Rodin 55' · Hanca 90+7' · Rivaldinho 90+7' | (0:0) | 16' Łasicki · 34' Triandafilopulos · 39' Drygas · 44' Grosicki | Stadion Cracovii im. Józefa Piłsudskiego, Kraków Widzów: 7 134 Sędzia: Jarosław Przybył (Kluczbork) |

| 613 marca 2022 | Jagiellonia Białystok | 0:1   | Wisła Płock    |                                                                         |
| 12:30          |                       | (0:1) | 5' Kolar       | Stadion Miejski, Białystok Widzów: 5 436 Sędzia: Tomasz Musiał (Kraków) |
| 12:30          | Pazdan 26'            | (0:1) | 48' Krivotsyuk | Stadion Miejski, Białystok Widzów: 5 436 Sędzia: Tomasz Musiał (Kraków) |

| 713 marca 2022 | Śląsk Wrocław            | 0:0   | Radomiak Radom |                                                                              |
| 15:00          |                          | (0:0) |                | Tarczyński Arena, Wrocław Widzów: 5 405 Sędzia: Daniel Stefański (Bydgoszcz) |
| 15:00          | 43' Rossi · 60' Cichocki | (0:0) |                | Tarczyński Arena, Wrocław Widzów: 5 405 Sędzia: Daniel Stefański (Bydgoszcz) |

| 813 marca 2022 | Wisła Kraków                | 1:1   | Lech Poznań              |                                                                                                  |
| 17:30          | Ondrášek 43'                | (1:0) | 90+7' Milić              | Stadion Miejski im. Henryka Reymana, Kraków Widzów: 21 068 Sędzia: Tomasz Kwiatkowski (Warszawa) |
| 17:30          | Fernández 31' · Cissé 45+4' | (1:0) | 4' Skóraś · 27' Kownacki | Stadion Miejski im. Henryka Reymana, Kraków Widzów: 21 068 Sędzia: Tomasz Kwiatkowski (Warszawa) |

| 914 marca 2022 | Raków Częstochowa           | 2:1   | Stal Mielec       |                                                                                         |
| 18:00          | Sorescu 49' · López 81' (k) | (0:0) | 69' Getinger      | Miejski Stadion Piłkarski "Raków", Częstochowa Widzów: 4 028 Sędzia: Paweł Malec (Łódź) |
| 18:00          | Tudor 13' · Arsenić 47'     | (0:0) | 59' Kasperkiewicz | Miejski Stadion Piłkarski "Raków", Częstochowa Widzów: 4 028 Sędzia: Paweł Malec (Łódź) |

### 26. kolejka (18 – 20 marca)
| 118 marca 2022 | Zagłębie Lubin           | 0:4   | Warta Poznań                               |                                                                                |
| 18:00          |                          | (0:3) | 19', 33' Zreľák · 23' Luís · 82' Castañeda | Stadion Zagłębia Lubin, Lubin Widzów: 2 637 Sędzia: Bartosz Frankowski (Toruń) |
| 18:00          | Kopacz 73' · Doležal 89' | (0:3) | 58' Szymonowicz · 67' Zreľák               | Stadion Zagłębia Lubin, Lubin Widzów: 2 637 Sędzia: Bartosz Frankowski (Toruń) |

| 218 marca 2022 | Pogoń Szczecin                                                             | 4:1   | Wisła Kraków  | |
| 20:30          | Colley 19' (sam.) · Drygas 43' · Gruszkowski 68' (sam.) · Kucharczyk 90+3' | (2:1) | 30' Fernández | Stadion Miejski im. Floriana Krygiera, Szczecin Widzów: 8 874 Sędzia: Damian Sylwestrzak (Wrocław) |
| 20:30          | Mata 34' · Parzyszek 45+1'                                                 | (2:1) | 83' Fazłagiḱ  | Stadion Miejski im. Floriana Krygiera, Szczecin Widzów: 8 874 Sędzia: Damian Sylwestrzak (Wrocław) |

| 319 marca 2022 | Wisła Płock                                                              | 1:2   | Śląsk Wrocław                                                                               |                                                                                             |
| 12:30          | Tomasik 25'                                                              | (1:0) | 52' Expósito · 90+3' Piasecki                                                               | Stadion im. Kazimierza Górskiego, Płock Widzów: 3 021 Sędzia: Tomasz Kwiatkowski (Warszawa) |
| 12:30          | Tomasik 16' · Cielemęcki 51' · Krivotsyuk 54' · Rasak 90' · Wolski 90+4' | (1:0) | 29' Mączyński · 30' Verdasca · 74' Golla · 85' Expósito · 90' Jastrzembski · 90+4' Piasecki | Stadion im. Kazimierza Górskiego, Płock Widzów: 3 021 Sędzia: Tomasz Kwiatkowski (Warszawa) |

| 419 marca 2022 | Raków Częstochowa                   | 1:1   | Legia Warszawa                         |                                                                                               |
| 15:00          | López 71' (k)                       | (0:1) | 45' Wszołek                            | Miejski Stadion Piłkarski "Raków", Częstochowa Widzów: 5 200 Sędzia: Szymon Marciniak (Płock) |
| 15:00          | Papanikolau 26', 83' · Lederman 67' | (0:1) | 24' Rosołek · 57' Wieteska · 90' Lopes | Miejski Stadion Piłkarski "Raków", Częstochowa Widzów: 5 200 Sędzia: Szymon Marciniak (Płock) |

| 519 marca 2022 | Lechia Gdańsk                 | 2:0   | Górnik Łęczna  |                                                                                    |
| 17:30          | Clemens 45+1' · Zwoliński 77' | (1:0) |                | Polsat Plus Arena Gdańsk, Gdańsk Widzów: 4 817 Sędzia: Krzysztof Jakubik (Siedlce) |
| 17:30          | Clemens 37' · Kubicki 40'     | (1:0) | 83' Szcześniak | Polsat Plus Arena Gdańsk, Gdańsk Widzów: 4 817 Sędzia: Krzysztof Jakubik (Siedlce) |

| 619 marca 2022 | Lech Poznań                           | 3:0   | Jagiellonia Białystok       |                                                                           |
| 20:00          | Ishak 47' · Amaral 53' · Kownacki 72' | (0:0) |                             | Stadion Poznań, Poznań Widzów: 40 072 Sędzia: Paweł Raczkowski (Warszawa) |
| 20:00          | Marchwiński 80'                       | (0:0) | 56' Romanczuk · 79' Matysik | Stadion Poznań, Poznań Widzów: 40 072 Sędzia: Paweł Raczkowski (Warszawa) |

| 720 marca 2022 | Radomiak Radom                                                  | 1:1   | Stal Mielec | |
| 12:30          | Angielski 76' (k)                                               | (0:1) | 44' Zawada  | Stadion Lekkoatletyczno-Piłkarski im. Marszałka Józefa Piłsudskiego, Radom Widzów: 4 111 Sędzia: Tomasz Musiał (Kraków) |
| 12:30          | 25' Zawada · 40' Żyro · 68' Sitek · 90' Primel · 90+6' Getinger | (0:1) |             | Stadion Lekkoatletyczno-Piłkarski im. Marszałka Józefa Piłsudskiego, Radom Widzów: 4 111 Sędzia: Tomasz Musiał (Kraków) |

| 820 marca 2022 | Cracovia  | 0:1   | Piast Gliwice | |
| 15:00          |           | (0:1) | 44' Kądzior   | Stadion Cracovii im. Józefa Piłsudskiego, Kraków Widzów: 5 672 Sędzia: Daniel Stefański (Bydgoszcz) |
| 15:00          | Rodin 51' | (0:1) | 85' Ameyaw    | Stadion Cracovii im. Józefa Piłsudskiego, Kraków Widzów: 5 672 Sędzia: Daniel Stefański (Bydgoszcz) |

| 920 marca 2022 | Górnik Zabrze                                                                             | 1:1   | Bruk-Bet Termalica Nieciecza                            |                                                                             |
| 17:30          | Pacheco 88'                                                                               | (0:1) | 15' Mešanović                                           | Stadion im. Ernesta Pohla, Zabrze Widzów: 10 671 Sędzia: Paweł Malec (Łódź) |
| 17:30          | Wiśniewski 34' · Janža 42' · Podolski 45+3' · Manneh 56' · Janicki 77' · Gryszkiewicz 87' | (0:1) | 50' Domgjoni · 54' Putiwcew · 80' Kocyła · 90+3' Poznar | Stadion im. Ernesta Pohla, Zabrze Widzów: 10 671 Sędzia: Paweł Malec (Łódź) |

### 27. kolejka (1 – 4 kwietnia)
| 11 kwietnia 2022 | Stal Mielec                                                     | 1:2   | Cracovia                                              | |
| 18:00            | Domański 90+5'                                                  | (0:2) | 11' Pestka · 33' Hanca                                | Stadion Miejskiego Ośrodka Sportu i Rekreacji w Mielcu, Mielec Widzów: 3 364 Sędzia: Tomasz Wajda (Żywiec) |
| 18:00            | Tomasiewicz 31' · Getinger 32' · Kasperkiewicz 76' · Flis 90+1' | (0:2) | 44', 78' Pestka · 78' Râpă · 80' Sipľak · 90+3' Rodin | Stadion Miejskiego Ośrodka Sportu i Rekreacji w Mielcu, Mielec Widzów: 3 364 Sędzia: Tomasz Wajda (Żywiec) |

| 21 kwietnia 2022 | Śląsk Wrocław                | 0:1   | Lech Poznań |                                                                              |
| 20:30            |                              | (0:0) | 48' Skóraś  | Tarczyński Arena, Wrocław Widzów: 14 112 Sędzia: Krzysztof Jakubik (Siedlce) |
| 20:30            | Mączyński 33' · Expósito 34' | (0:0) |             | Tarczyński Arena, Wrocław Widzów: 14 112 Sędzia: Krzysztof Jakubik (Siedlce) |

| 32 kwietnia 2022 | Warta Poznań               | 0:2   | Raków Częstochowa             | |
| 15:00            |                            | (0:1) | 27' (sam.) Ivanov · 75' López | Stadion Dyskobolii Grodzisk Wielkopolski, Grodzisk Wielkopolski Widzów: 2 362 Sędzia: Daniel Stefański (Bydgoszcz) |
| 15:00            | Luís 78' · Szelągowski 87' | (0:1) |                               | Stadion Dyskobolii Grodzisk Wielkopolski, Grodzisk Wielkopolski Widzów: 2 362 Sędzia: Daniel Stefański (Bydgoszcz) |

| 42 kwietnia 2022 | Górnik Łęczna                   | 0:4   | Pogoń Szczecin                                             |                                                                             |
| 17:30            |                                 | (0:2) | 10' Fornalczyk · 19' Grosicki · 65' Zahovič · 69' Żurawski | Stadion Górnika Łęczna, Łęczna Widzów: 2 385 Sędzia: Tomasz Musiał (Kraków) |
| 17:30            | Midzierski 12' · Szcześniak 81' | (0:2) | 77' Bartkowski                                             | Stadion Górnika Łęczna, Łęczna Widzów: 2 385 Sędzia: Tomasz Musiał (Kraków) |

| 52 kwietnia 2022 | Legia Warszawa                                | 2:1   | Lechia Gdańsk               | |
| 20:00            | Wszołek 29' · Pekhart 65'                     | (1:0) | 83' Zwoliński               | Stadion Miejski Legii Warszawa im. Marszałka Józefa Piłsudskiego, Warszawa Widzów: 18 652 Sędzia: Damian Sylwestrzak (Wrocław) |
| 20:00            | Jędrzejczyk 45+2' · Johansson 51' · Josué 52' | (1:0) | 52' Kuciak · 66' Terrazzino | Stadion Miejski Legii Warszawa im. Marszałka Józefa Piłsudskiego, Warszawa Widzów: 18 652 Sędzia: Damian Sylwestrzak (Wrocław) |

| 63 kwietnia 2022 | Bruk-Bet Termalica Nieciecza                                             | 1:1   | Radomiak Radom              |                                                                                    |
| 12:30            | Mešanović 55'                                                            | (0:1) | 21' (sam.) Tekijaški        | Stadion Nieciecza KS, Nieciecza Widzów: 2 109 Sędzia: Jarosław Przybył (Kluczbork) |
| 12:30            | Grzybek 2' · Mešanović 22' · Tekijaški 39' · Poznar 87' · Putiwcew 90+6' | (0:1) | 81' Cichocki · 90+6' Marcus | Stadion Nieciecza KS, Nieciecza Widzów: 2 109 Sędzia: Jarosław Przybył (Kluczbork) |

| 73 kwietnia 2022 | Jagiellonia Białystok                                     | 2:1   | Zagłębie Lubin                             |                                                                             |
| 15:00            | Trubeha 88' · Gual 90+8'                                  | (0:0) | 50' Szysz                                  | Stadion Miejski, Białystok Widzów: 5 194 Sędzia: Bartosz Frankowski (Toruń) |
| 15:00            | Romanczuk 34' · Pospíšil 73' · Struski 76' · Pazdan 90+5' | (0:0) | 24' Łakomy · 69' Bartolewski · Szysz 90+4' | Stadion Miejski, Białystok Widzów: 5 194 Sędzia: Bartosz Frankowski (Toruń) |

| 83 kwietnia 2022 | Wisła Kraków             | 2:2   | Piast Gliwice            |                                                                                             |
| 17:30            | Savić 31' · Dor Hugi 71' | (1:0) | 51' (k), 61' Wilczek     | Stadion Miejski im. Henryka Reymana, Kraków Widzów: 12 007 Sędzia: Szymon Marciniak (Płock) |
| 17:30            | Colley 4'                | (1:0) | 23' Huk · 70' Czerwiński | Stadion Miejski im. Henryka Reymana, Kraków Widzów: 12 007 Sędzia: Szymon Marciniak (Płock) |

| 94 kwietnia 2022 | Wisła Płock                                               | 3:2   | Górnik Zabrze                             |                                                                                      |
| 18:00            | Sekulski 30' (69) · Kubica 37' (sam.)                     | (2:0) | 71' Manneh · 90+4' Podolski               | Stadion im. Kazimierza Górskiego, Płock Widzów: 3 015 Sędzia: Damian Kos (Wejherowo) |
| 18:00            | Michalski 13' · Kolar 60' · Furman 73' · Rzeźniczak 90+3' | (2:0) | 32' Podolski · 36' Manneh · Szymański 88' | Stadion im. Kazimierza Górskiego, Płock Widzów: 3 015 Sędzia: Damian Kos (Wejherowo) |

### 28. kolejka (8 – 11 kwietnia)
| 18 kwietnia 2022 | Zagłębie Lubin                | 3:1   | Stal Mielec                                 |                                                                               |
| 18:00            | Doležal 71' (84) · Daniel 79' | (0:0) | 56' Zawada                                  | Stadion Zagłębia Lubin, Lubin Widzów: 2 079 Sędzia: Sebastian Krasny (Kraków) |
| 18:00            | Balić 45' · Łakomy 89'        | (0:0) | 38' Zawada · 50' Sitek · 90' Przemysław Maj | Stadion Zagłębia Lubin, Lubin Widzów: 2 079 Sędzia: Sebastian Krasny (Kraków) |

| 28 kwietnia 2022 | Pogoń Szczecin | 1:2   | Wisła Płock                 |                                                                                           |
| 20:30            | Grosicki 33'   | (1:1) | 37' Sekulski · 63' Jorginho | Stadion Miejski im. Floriana Krygiera, Szczecin Widzów: 8 886 Sędzia: Piotr Lasyk (Bytom) |
| 20:30            | Drygas 36'     | (1:1) | 6' Zbozień · 46' Lesniak    | Stadion Miejski im. Floriana Krygiera, Szczecin Widzów: 8 886 Sędzia: Piotr Lasyk (Bytom) |

| 39 kwietnia 2022 | Piast Gliwice | 1:0   | Górnik Łęczna        |                                                                                                  |
| 15:00            | Wilczek 26'   | (1:0) |                      | Stadion Miejski im. Piotra Wieczorka, Gliwice Widzów: 2 757 Sędzia: Jarosław Przybył (Kluczbork) |
| 15:00            | Hateley 59'   | (1:0) | 51' Krykun · 90' Gol | Stadion Miejski im. Piotra Wieczorka, Gliwice Widzów: 2 757 Sędzia: Jarosław Przybył (Kluczbork) |

| 49 kwietnia 2022 | Lech Poznań | 1:1   | Legia Warszawa                                             |                                                                            |
| 17:30            | Šatka 30'   | (1:1) | 40' Lopes                                                  | Stadion Poznań, Poznań Widzów: 39 225 Sędzia: Damian Sylwestrzak (Wrocław) |
| 17:30            | Ishak 45+1' | (1:1) | 6' Johansson · 29' Slisz · 76' Mladenović · 90+3' Charatin | Stadion Poznań, Poznań Widzów: 39 225 Sędzia: Damian Sylwestrzak (Wrocław) |

| 59 kwietnia 2022 | Lechia Gdańsk                             | 2:0   | Bruk-Bet Termalica Nieciecza |                                                                                   |
| 20:00            | Zwoliński 11' · Paixão 90+4'              | (1:0) |                              | Polsat Plus Arena Gdańsk, Gdańsk Widzów: 4 677 Sędzia: Bartosz Frankowski (Toruń) |
| 20:00            | 30' Wlazło · 35' Putiwcew · 55' Radwański | (1:0) |                              | Polsat Plus Arena Gdańsk, Gdańsk Widzów: 4 677 Sędzia: Bartosz Frankowski (Toruń) |

| 610 kwietnia 2022 | Warta Poznań                                                  | 1:0   | Cracovia | |
| 12:30             | Zreľák 61'                                                    | (0:0) |          | Stadion Dyskobolii Grodzisk Wielkopolski, Grodzisk Wielkopolski Widzów: 1 237 Sędzia: Paweł Raczkowski (Warszawa) |
| 12:30             | Kopczyński 4' · Kupczak 54' · Grobleny 83' · Jakóbowski 90+2' | (0:0) |          | Stadion Dyskobolii Grodzisk Wielkopolski, Grodzisk Wielkopolski Widzów: 1 237 Sędzia: Paweł Raczkowski (Warszawa) |

| 710 kwietnia 2022 | Wisła Kraków                                                       | 4:1   | Górnik Zabrze |                                                                                                 |
| 15:00             | Krawczyk sam.' (43) · Savić 67' · Fernández k' (75) · Kuveljić 90' | (1:0) | 51' Podolski  | Stadion Miejski im. Henryka Reymana, Kraków Widzów: 17 135 Sędzia: Daniel Stefański (Bydgoszcz) |
| 15:00             | Fazłagiḱ 24' · Manu 69' · Kieszek 88'                              | (1:0) | 82' Janža     | Stadion Miejski im. Henryka Reymana, Kraków Widzów: 17 135 Sędzia: Daniel Stefański (Bydgoszcz) |

| 810 kwietnia 2022 | Raków Częstochowa                    | 1:1   | Śląsk Wrocław                                                                     | |
| 17:30             | Kun 62'                              | (0:1) | 45' Quintana                                                                      | Miejski Stadion Piłkarski Raków w Częstochowie, Częstochowa Widzów: 5 500 Sędzia: Tomasz Kwiatkowski (Warszawa) |
| 17:30             | Gwilia 15' · Wdowiak 80' · Tudor 82' | (0:1) | 9' Golla · 42' Olsen · Jastrzembski 51' · Piasecki 57' · Schwarz 67' · Sobota 89' | Miejski Stadion Piłkarski Raków w Częstochowie, Częstochowa Widzów: 5 500 Sędzia: Tomasz Kwiatkowski (Warszawa) |

| 911 kwietnia 2022 | Radomiak Radom                 | 2:2   | Jagiellonia Białystok  | |
| 18:00             | Abramowicz 44' · Angielski 60' | (1:0) | 62' Carioca · 67' Gual | Stadion Lekkoatletyczno-Piłkarski im. Marszałka Józefa Piłsudskiego, Radom Widzów: 3 599 Sędzia: Tomasz Musiał (Kraków) |
| 18:00             | 49' Romanczuk · 50' Pazdan     | (1:0) |                        | Stadion Lekkoatletyczno-Piłkarski im. Marszałka Józefa Piłsudskiego, Radom Widzów: 3 599 Sędzia: Tomasz Musiał (Kraków) |

### 29. kolejka (16, 18 kwietnia)
| 116 kwietnia 2022 | Stal Mielec                           | 0:1   | Warta Poznań           | |
| 12:30             |                                       | (0:1) | 12' Szymanowicz        | Stadion Miejskiego Ośrodka Sportu i Rekreacji w Mielcu, Mielec Widzów: 2 718 Sędzia: Bartosz Frankowski (Toruń) |
| 12:30             | Flis 11' · Kłos 67' · Tomasiewicz 80' | (0:1) | 54' Kiełb · 85' Papeau | Stadion Miejskiego Ośrodka Sportu i Rekreacji w Mielcu, Mielec Widzów: 2 718 Sędzia: Bartosz Frankowski (Toruń) |

| 216 kwietnia 2022 | Górnik Łęczna | 1:0   | Radomiak Radom |                                                                               |
| 12:30             | Śpiączka 86'  | (0:0) |                | Stadion Górnika Łęczna, Łęczna Widzów: 2 092 Sędzia: Łukasz Kuźma (Białystok) |
| 12:30             | 67' Luizão    | (0:0) |                | Stadion Górnika Łęczna, Łęczna Widzów: 2 092 Sędzia: Łukasz Kuźma (Białystok) |

| 316 kwietnia 2022 | Bruk-Bet Termalica Nieciecza | 0:3   | Raków Częstochowa                         |                                                                                    |
| 15:00             |                              | (0:1) | 36' López · 62' Gutkovskis · 90' Musiolik | Stadion Nieciecza KS, Nieciecza Widzów: 2 219 Sędzia: Daniel Stefański (Bydgoszcz) |
| 15:00             | Wlazło 27'                   | (0:1) | 33' Kun                                   | Stadion Nieciecza KS, Nieciecza Widzów: 2 219 Sędzia: Daniel Stefański (Bydgoszcz) |

| 416 kwietnia 2022 | Jagiellonia Białystok                                                             | 1:2   | Pogoń Szczecin                 |                                                                         |
| 17:30             | Carioca 25'                                                                       | (1:1) | 34' Grosicki · 73' Drygas      | Stadion Miejski, Białystok Widzów: 6 486 Sędzia: Damian Kos (Wejherowo) |
| 17:30             | Pospíšil 51' · Struski 58' · Țîru 61' · Czerech 82' · Gual 90' · Mystkowski 90+2' | (1:1) | 68' Dąbrowski · 83' Fornalczyk | Stadion Miejski, Białystok Widzów: 6 486 Sędzia: Damian Kos (Wejherowo) |

| 516 kwietnia 2022 | Wisła Płock                            | 0:1   | Lech Poznań               |                                                                                           |
| 20:00             |                                        | (0:1) | 44' Kownacki              | Stadion im. Kazimierza Górskiego, Płock Widzów: 3 105 Sędzia: Paweł Raczkowski (Warszawa) |
| 20:00             | Krivotsyuk 5' · Vallo 50' · Szwoch 76' | (0:1) | 36' Amaral · 77' Kownacki | Stadion im. Kazimierza Górskiego, Płock Widzów: 3 105 Sędzia: Paweł Raczkowski (Warszawa) |

| 618 kwietnia 2022 | Cracovia                             | 1:0   | Zagłębie Lubin                                  |                                                                                           |
| 12:30             | Pestka 8'                            | (1:0) |                                                 | Stadion Cracovii im. Józefa Piłsudskiego, Kraków Widzów: 5 549 Sędzia: Paweł Malec (Łódź) |
| 12:30             | Hanca 62' · Sipľak 86' · Lusiusz 90' | (1:0) | 55' Poręba · 90+3' Żubrowski · 90+3' Starzyński | Stadion Cracovii im. Józefa Piłsudskiego, Kraków Widzów: 5 549 Sędzia: Paweł Malec (Łódź) |

| 718 kwietnia 2022 | Śląsk Wrocław                     | 1:1   | Wisła Kraków |                                                                          |
| 15:00             | Quintana 41'                      | (1:1) | 6' Manu      | Tarczyński Arena, Wrocław Widzów: 7 291 Sędzia: Szymon Marciniak (Płock) |
| 15:00             | 24' Poletanović · 34' Gruszkowski | (1:1) |              | Tarczyński Arena, Wrocław Widzów: 7 291 Sędzia: Szymon Marciniak (Płock) |

| 818 kwietnia 2022 | Górnik Zabrze | 1:3   | Lechia Gdańsk                   |                                                                                      |
| 17:30             | Nowak 58'     | (0:1) | 11', 86' Durmuş · 83' (k) Gajos | Stadion im. Ernesta Pohla, Zabrze Widzów: 8 432 Sędzia: Jarosław Przybył (Kluczbork) |
| 17:30             | Jules 65'     | (0:1) | 61' Zwoliński                   | Stadion im. Ernesta Pohla, Zabrze Widzów: 8 432 Sędzia: Jarosław Przybył (Kluczbork) |

| 918 kwietnia 2022 | Legia Warszawa                 | 0:1   | Piast Gliwice                      | |
| 20:00             |                                | (0:1) | 43' Kądzior                        | Stadion Miejski Legii Warszawa im. Marszałka Józefa Piłsudskiego, Warszawa Widzów: 10 699 Sędzia: Tomasz Musiał (Kraków) |
| 20:00             | Wieteska 62' · Jędrzejczyk 86' | (0:1) | 11' Reiner · 49' Huk · 90+2' Kaput | Stadion Miejski Legii Warszawa im. Marszałka Józefa Piłsudskiego, Warszawa Widzów: 10 699 Sędzia: Tomasz Musiał (Kraków) |

### 30. kolejka (22 – 25 kwietnia)
| 122 kwietnia 2022 | Radomiak Radom                                        | 0:1   | Cracovia                  | |
| 18:00             |                                                       | (0:1) | 24' Myszor                | Stadion Lekkoatletyczno-Piłkarski im. Marszałka Józefa Piłsudskiego, Radom Widzów: 3 663 Sędzia: Damian Kos (Gdańsk) |
| 18:00             | Łukasik 49' · Rossi 66' · Santos 89' · Nascimento 90' | (0:1) | 36' Jablonský · 66' Rodin | Stadion Lekkoatletyczno-Piłkarski im. Marszałka Józefa Piłsudskiego, Radom Widzów: 3 663 Sędzia: Damian Kos (Gdańsk) |

| 222 kwietnia 2022 | Zagłębie Lubin                 | 2:4   | Górnik Zabrze                                        |                                                                              |
| 20:30             | Starzyński 26' · Szysz 59' (k) | (1:2) | 3' Kubica · 11' Pawłowski · 47' Krawczyk · 52' Nowak | Stadion Zagłębia Lubin, Lubin Widzów: 3 387 Sędzia: Łukasz Kuźma (Białystok) |
| 20:30             | Poręba 78'                     | (1:2) | 58' Kubica · 86' Podolski                            | Stadion Zagłębia Lubin, Lubin Widzów: 3 387 Sędzia: Łukasz Kuźma (Białystok) |

| 323 kwietnia 2022 | Śląsk Wrocław                                        | 0:4   | Bruk-Bet Termalica Nieciecza                                 |                                                                     |
| 15:00             |                                                      | (0:3) | 11' Hubínek · 14' Mešanović · 20' (sam.) Golla · 87' Grzybek | Tarczyński Arena, Wrocław Widzów: 5 711 Sędzia: Piotr Lasyk (Bytom) |
| 15:00             | Tamás 7', 39' · Olsen 44' · Golla 48' · Expósito 89' | (0:3) | 36' Dombrowski · 72' Ambrosiewicz · 89' Loska                | Tarczyński Arena, Wrocław Widzów: 5 711 Sędzia: Piotr Lasyk (Bytom) |

| 423 kwietnia 2022 | Piast Gliwice                              | 2:1   | Jagiellonia Białystok |                                                                              |
| 17:30             | Holúbek 47' · Czerwiński 53'               | (0:0) | 66' Bida              | Stadion Miejski, Gliwice Widzów: 3 607 Sędzia: Tomasz Kwiatkowski (Warszawa) |
| 17:30             | 80' Żyro · 90+6' Černych · 90+9' Romanczuk | (0:0) |                       | Stadion Miejski, Gliwice Widzów: 3 607 Sędzia: Tomasz Kwiatkowski (Warszawa) |

| 523 kwietnia 2022 | Lechia Gdańsk             | 2:0   | Warta Poznań                                                  |                                                                                   |
| 20:00             | Paixão 5', 17' (k)        | (2:0) |                                                               | Polsat Plus Arena Gdańsk, Gdańsk Widzów: 6 455 Sędzia: Bartosz Frankowski (Toruń) |
| 20:00             | Stec 55' · Sezonienko 64' | (2:0) | 45+1' Papeau · 60' Kupczak · 85' Szelągowski · 87' Jakóbowski | Polsat Plus Arena Gdańsk, Gdańsk Widzów: 6 455 Sędzia: Bartosz Frankowski (Toruń) |

| 624 kwietnia 2022 | Lech Poznań                              | 3:1   | Stal Mielec  |                                                                            |
| 12:30             | Amaral 12' · Ishak 31' · Żyro 49' (sam.) | (2:1) | 2' Steczyk   | Stadion Poznań, Poznań Widzów: 26 352 Sędzia: Daniel Stefański (Bydgoszcz) |
| 12:30             | Kownacki 79'                             | (2:1) | 61' Domański | Stadion Poznań, Poznań Widzów: 26 352 Sędzia: Daniel Stefański (Bydgoszcz) |

| 724 kwietnia 2022 | Raków Częstochowa                               | 2:1   | Górnik Łęczna                          | |
| 15:00             | López 32' · Petrášek 40'                        | (2:0) | 71' Lokilo                             | Miejski Stadion Piłkarski Raków w Częstochowie, Częstochowa Widzów: 4 016 Sędzia: Krzysztof Jakubik (Siedlce) |
| 15:00             | Kun 45+2' · Arak 62' · López 78' · Cebula 90+2' | (2:0) | 6' Gol · 57' Drewniak · 65' Kalinowski | Miejski Stadion Piłkarski Raków w Częstochowie, Częstochowa Widzów: 4 016 Sędzia: Krzysztof Jakubik (Siedlce) |

| 824 kwietnia 2022 | Pogoń Szczecin                  | 3:1   | Legia Warszawa       |                                                                                                |
| 17:30             | Zahovič 26', 62' · Grosicki 68' | (1:1) | 37' (sam.) Dąbrowski | Stadion Miejski im. Floriana Krygiera, Szczecin Widzów: 8 914 Sędzia: Szymon Marciniak (Płock) |
| 17:30             | Triandafilopulos 12' · Zech 53' | (1:1) | 74' Wieteska         | Stadion Miejski im. Floriana Krygiera, Szczecin Widzów: 8 914 Sędzia: Szymon Marciniak (Płock) |

| 925 kwietnia 2022 | Wisła Kraków                                             | 3:4   | Wisła Płock                                       |                                                                                                 |
| 19:00             | Ring 27' · Manu 58' · Ondrášek 71'                       | (1:3) | 9' Tomasik · 12', 41' Sekulski · 90+1' (k) Szwoch | Stadion Miejski im. Henryka Reymana, Kraków Widzów: 12 776 Sędzia: Damian Sylwestrzak (Wrocław) |
| 19:00             | Gruszkowski 24' · Ondrášek 66' · Sadlok 74' · Manu 90+9' | (1:3) | 66' Tomasik                                       | Stadion Miejski im. Henryka Reymana, Kraków Widzów: 12 776 Sędzia: Damian Sylwestrzak (Wrocław) |

### 31. kolejka (20 kwietnia, 29 kwietnia – 1 maja)
| 120 kwietnia 2022 | Lech Poznań                              | 3:0   | Górnik Łęczna |                                                                         |
| 18:00             | Amaral 4' · Karlström 26' · Ishak 44'    | (3:0) |               | Stadion Poznań, Poznań Widzów: 12 140 Sędzia: Sebastian Krasny (Kraków) |
| 18:00             | Ba Loua 32' · Karlström 68' · Skóraś 77' | (3:0) |               | Stadion Poznań, Poznań Widzów: 12 140 Sędzia: Sebastian Krasny (Kraków) |

| 220 kwietnia 2022 | Pogoń Szczecin              | 1:2   | Raków Częstochowa                     |                                                                                                  |
| 20:30             | Grosicki 25'                | (1:0) | 47' Gutkovskis · 78' López            | Stadion Miejski im. Floriana Krygiera, Szczecin Widzów: 9076 Sędzia: Paweł Raczkowski (Warszawa) |
| 20:30             | Żurawski 39' · Bursztyn 89' | (1:0) | 33' Czyż · 57' Sorescu · 66' Lederman | Stadion Miejski im. Floriana Krygiera, Szczecin Widzów: 9076 Sędzia: Paweł Raczkowski (Warszawa) |

| 329 kwietnia 2022 | Warta Poznań                                  | 2:3   | Piast Gliwice                                   | |
| 18:00             | Kopczyński 36' (k) · Zreľák 75'               | (1:1) | 17' (sam.) Trałka · 66' Toril · 82' Konczkowski | Stadion Dyskobolii Grodzisk Wielkopolski, Grodzisk Wielkopolski Widzów: 1489 Sędzia: Daniel Stefański (Bydgoszcz) |
| 18:00             | Kopczyński 37' · Castañeda 45+2' · Trałka 81' | (1:1) | 26' Huk · 35' Mosór                             | Stadion Dyskobolii Grodzisk Wielkopolski, Grodzisk Wielkopolski Widzów: 1489 Sędzia: Daniel Stefański (Bydgoszcz) |

| 429 kwietnia 2022 | Górnik Zabrze                | 0:0   | Radomiak Radom                                                            |                                                                                 |
| 20:30             |                              | (0:0) |                                                                           | Stadion im. Ernesta Pohla, Zabrze Widzów: 10 900 Sędzia: Tomasz Musiał (Kraków) |
| 20:30             | Stalmach 53' · Cholewiak 61' | (0:0) | 36' Jakub Nowakowski · 41' Matos · 51' Machado · 68' Łukasik · 69' Marcus | Stadion im. Ernesta Pohla, Zabrze Widzów: 10 900 Sędzia: Tomasz Musiał (Kraków) |

| 530 kwietnia 2022 | Jagiellonia Białystok                     | 1:1   | Śląsk Wrocław            |                                                                        |
| 15:00             | Gual 52'                                  | (0:0) | 83' (sam.) Pazdan        | Stadion Miejski, Białystok Widzów: 6846 Sędzia: Damian Kos (Wejherowo) |
| 15:00             | Struski 40' · Romanczuk 66' · Trubeha 88' | (0:0) | 26' Quintana · 59' Golla | Stadion Miejski, Białystok Widzów: 6846 Sędzia: Damian Kos (Wejherowo) |

| 630 kwietnia 2022 | Zagłębie Lubin             | 2:2   | Lechia Gdańsk                    |                                                                                 |
| 17:30             | Szysz 68' · Starzyński 82' | (0:2) | 7' (sam.) Ławniczak · 33' Paixão | Stadion Zagłębia Lubin, Lubin Widzów: 3240 Sędzia: Jarosław Przybył (Kluczbork) |
| 17:30             | Żubrowski 55'              | (0:2) | 53' Ceesay · 62' Kubicki         | Stadion Zagłębia Lubin, Lubin Widzów: 3240 Sędzia: Jarosław Przybył (Kluczbork) |

| 730 kwietnia 2022 | Stal Mielec                       | 2:1   | Legia Warszawa                                                   | |
| 20:00             | Getinger 5' · Kasperkiewicz 34'   | (2:1) | 30' Wszołek                                                      | Stadion Miejskiego Ośrodka Sportu i Rekreacji w Mielcu, Mielec Widzów: 5872 Sędzia: Piotr Lasyk (Bytom) |
| 20:00             | Kasperkiewicz 59' · Steczyk 90+2' | (2:1) | 27' Rosołek · 45+1' Slisz · 46' Lopes · 70' Verbič · 74' Pekhart | Stadion Miejskiego Ośrodka Sportu i Rekreacji w Mielcu, Mielec Widzów: 5872 Sędzia: Piotr Lasyk (Bytom) |

| 81 maja 2022 | Bruk-Bet Termalica Nieciecza | 1:0   | Wisła Płock  |                                                                               |
| 15:00        | Poznar 74'                   | (0:0) |              | Stadion Nieciecza KS, Nieciecza Widzów: 2591 Sędzia: Łukasz Kuźma (Białystok) |
| 15:00        | Tekijaški 10' · Hubínek 28'  | (0:0) | 82' Jorginho | Stadion Nieciecza KS, Nieciecza Widzów: 2591 Sędzia: Łukasz Kuźma (Białystok) |

| 91 maja 2022 | Cracovia               | 0:0   | Wisła Kraków    | |
| 17:30        |                        | (0:0) |                 | Stadion Cracovii im. Józefa Piłsudskiego, Kraków Widzów: 14 191 Sędzia: Paweł Raczkowski (Warszawa) |
| 17:30        | Ghiță 60' · Pestka 84' | (0:0) | 43' Citaiszwili | Stadion Cracovii im. Józefa Piłsudskiego, Kraków Widzów: 14 191 Sędzia: Paweł Raczkowski (Warszawa) |

### 32. kolejka (6 – 9 maja)
| 16 maja 2022 | Radomiak Radom        | 1:6   | Zagłębie Lubin                                                          | |
| 18:00        | Angielski 60' (k)     | (0:3) | 20', 63' Starzyński · 22', 36' Chodyna · 85' Bartolewski · 90+2' Pieńko | Stadion Lekkoatletyczno-Piłkarski im. Marszałka Józefa Piłsudskiego, Radom Widzów: 2951 Sędzia: Krzysztof Jakubik (Siedlce) |
| 18:00        | Rossi 28' · Sokół 86' | (0:3) | 74' Balić                                                               | Stadion Lekkoatletyczno-Piłkarski im. Marszałka Józefa Piłsudskiego, Radom Widzów: 2951 Sędzia: Krzysztof Jakubik (Siedlce) |

| 26 maja 2022 | Legia Warszawa                                          | 5:3   | Górnik Zabrze                  | |
| 20:30        | Slisz 1' · Wszołek 6' · Sokołowski 31', 42' · Josué 56' | (4:2) | 16', 77' Kubica · 37' Podolski | Stadion Miejski Legii Warszawa im. Marszałka Józefa Piłsudskiego, Warszawa Widzów: 16 144 Sędzia: Łukasz Kuźma (Białystok) |
| 20:30        | Jędrzejczyk 69'                                         | (4:2) | 80' Kubica · 84' Ziółkowski    | Stadion Miejski Legii Warszawa im. Marszałka Józefa Piłsudskiego, Warszawa Widzów: 16 144 Sędzia: Łukasz Kuźma (Białystok) |

| 37 maja 2022 | Wisła Płock | 0:3   | Warta Poznań                                  |                                                                                  |
| 15:00        |             | (0:1) | 37' Szczepański · 83' Kupczak · 85' Castañeda | Stadion im. Kazimierza Górskiego, Płock Widzów: 3003 Sędzia: Damian Kos (Gdańsk) |
| 15:00        | Lesniak 82' | (0:1) | 86' Castañeda · 90' Kupczak                   | Stadion im. Kazimierza Górskiego, Płock Widzów: 3003 Sędzia: Damian Kos (Gdańsk) |

| 47 maja 2022 | Śląsk Wrocław                    | 1:1   | Pogoń Szczecin |                                                                           |
| 17:30        | Expósito 28'                     | (1:0) | 51' Żurawski   | Tarczyński Arena, Wrocław Widzów: 10 166 Sędzia: Szymon Marciniak (Płock) |
| 17:30        | Verdasca 90+2' · Mączyński 90+3' | (1:0) |                | Tarczyński Arena, Wrocław Widzów: 10 166 Sędzia: Szymon Marciniak (Płock) |

| 57 maja 2022 | Wisła Kraków                         | 0:0   | Jagiellonia Białystok |                                                                                                 |
| 20:00        |                                      | (0:0) |                       | Stadion Miejski im. Henryka Reymana, Kraków Widzów: 18 198 Sędzia: Daniel Stefański (Bydgoszcz) |
| 20:00        | 33' Nastić · 41' Carioca · 49' Tabiś | (0:0) |                       | Stadion Miejski im. Henryka Reymana, Kraków Widzów: 18 198 Sędzia: Daniel Stefański (Bydgoszcz) |

| 68 maja 2022 | Lechia Gdańsk                                                  | 3:2   | Stal Mielec                                                      |                                                                            |
| 12:30        | Zwoliński 11', 31', 90+3'                                      | (2:0) | 49' Żyro · 80' Zawada                                            | Polsat Plus Arena Gdańsk, Gdańsk Widzów: 11 303 Sędzia: Paweł Malec (Łódź) |
| 12:30        | Maloča 45+6' · Zwoliński 48' · Terrazzino 52' · Kałuziński 74' | (2:0) | 45+6' Getinger · 90+4', 90+12' Kasperkiewicz · 90+9' Tomasiewicz | Polsat Plus Arena Gdańsk, Gdańsk Widzów: 11 303 Sędzia: Paweł Malec (Łódź) |

| 78 maja 2022 | Raków Częstochowa                            | 1:1   | Cracovia                                  | |
| 15:00        | Gutkovskis 38'                               | (1:0) | 62' Hanca                                 | Miejski Stadion Piłkarski Raków w Częstochowie, Częstochowa Widzów: 5500 Sędzia: Tomasz Kwiatkowski (Warszawa) |
| 15:00        | Papanikolau 24' · Tudor 72' · Petrášek 90+8' | (1:0) | 50' Jablonský · 56' Rakoczy · 90+8' Ghiță | Miejski Stadion Piłkarski Raków w Częstochowie, Częstochowa Widzów: 5500 Sędzia: Tomasz Kwiatkowski (Warszawa) |

| 88 maja 2022 | Piast Gliwice                                        | 1:2   | Lech Poznań                             |                                                                                                |
| 17:30        | Kądzior 46'                                          | (0:1) | 16' Kamiński · 87' Ishak                | Stadion Miejski im. Piotra Wieczorka, Gliwice Widzów: 6895 Sędzia: Paweł Raczkowski (Warszawa) |
| 17:30        | Wilczek 40' · Mosór 51' · Katranis 86' · Chrapek 90' | (0:1) | 80' Milić · 86' Skóraś · 90+1' Kamiński | Stadion Miejski im. Piotra Wieczorka, Gliwice Widzów: 6895 Sędzia: Paweł Raczkowski (Warszawa) |

| 99 maja 2022 | Górnik Łęczna                                                  | 1:1   | Bruk-Bet Termalica Nieciecza                                                               |                                                                                |
| 18:00        | Gol 35'                                                        | (1:0) | 50' Wlazło                                                                                 | Stadion Górnika Łęczna, Łęczna Widzów: 2346 Sędzia: Sebastian Jarzębak (Bytom) |
| 18:00        | Gol 59', 90+2' · Wędrychowski 62' · Gąska 75' · Szcześniak 86' | (1:0) | 40' Hybš · 45+7' Kocyła · 65' Bonecki · 84' Štefánik · 87' Ambrosiewicz · 90+1' Biedrzycki | Stadion Górnika Łęczna, Łęczna Widzów: 2346 Sędzia: Sebastian Jarzębak (Bytom) |

### 33. kolejka (13 – 15 maja)
| 113 maja 2022 | Cracovia                       | 3:0   | Wisła Płock   |                                                                                             |
| 18:00         | Pestka 9', 31' · Rasmussen 69' | (2:0) |               | Stadion Cracovii im. Józefa Piłsudskiego, Kraków Widzów: 7138 Sędzia: Tomasz Wajda (Żywiec) |
| 18:00         | Konoplanka 87'                 | (2:0) | 82' Michalski | Stadion Cracovii im. Józefa Piłsudskiego, Kraków Widzów: 7138 Sędzia: Tomasz Wajda (Żywiec) |

| 213 maja 2022 | Jagiellonia Białystok     | 2:2   | Legia Warszawa                                        |                                                                            |
| 20:30         | Puerto 48' · Imaz 76' (k) | (0:0) | 70' Pekhart · 85' (sam.) Pazdan                       | Stadion Miejski, Białystok Widzów: 15 383 Sędzia: Szymon Marciniak (Płock) |
| 20:30         | Țîru 45+2' · Imaz 75'     | (0:0) | 45' Hołownia · 56' Çelhaka · 75' Josué · 82' Charatin | Stadion Miejski, Białystok Widzów: 15 383 Sędzia: Szymon Marciniak (Płock) |

| 314 maja 2022 | Bruk-Bet Termalica Nieciecza | 0:1   | Piast Gliwice |                                                                                  |
| 12:30         |                              | (0:0) | 57' (k) Huk   | Stadion Nieciecza KS, Nieciecza Widzów: 2368 Sędzia: Krzysztof Jakubik (Siedlce) |
| 12:30         | Biedrzycki 5' · Poznar 85'   | (0:0) |               | Stadion Nieciecza KS, Nieciecza Widzów: 2368 Sędzia: Krzysztof Jakubik (Siedlce) |

| 414 maja 2022 | Warta Poznań             | 1:2   | Lech Poznań                  | |
| 15:00         | Kopczyński 10' (k)       | (1:2) | 22' Amaral · 45+4' Ishak     | Stadion Dyskobolii Grodzisk Wielkopolski, Grodzisk Wielkopolski Widzów: 4820 Sędzia: Tomasz Kwiatkowski (Warszawa) |
| 15:00         | Ivanov 75' · Mäenpää 82' | (1:2) | 24' Karlström · 30' Kownacki | Stadion Dyskobolii Grodzisk Wielkopolski, Grodzisk Wielkopolski Widzów: 4820 Sędzia: Tomasz Kwiatkowski (Warszawa) |

| 514 maja 2022 | Zagłębie Lubin                                                                        | 1:0   | Raków Częstochowa                 |                                                                                |
| 17:30         | Chodyna 90+5'                                                                         | (0:0) |                                   | Stadion Zagłębia Lubin, Lubin Widzów: 6072 Sędzia: Paweł Raczkowski (Warszawa) |
| 17:30         | Łakomy 26' · Daniel 31' · Kopacz 45+1' · Šćekić 72' · Chodyna 90+6' · Bieszczad 90+9' | (0:0) | 69' Petrášek · 77', 90+4' Arsenić | Stadion Zagłębia Lubin, Lubin Widzów: 6072 Sędzia: Paweł Raczkowski (Warszawa) |

| 614 maja 2022 | Lechia Gdańsk             | 0:0   | Pogoń Szczecin                                |                                                                                      |
| 20:00         |                           | (0:0) |                                               | Polsat Plus Arena Gdańsk, Gdańsk Widzów: 13 870 Sędzia: Damian Sylwestrzak (Wrocław) |
| 20:00         | Paixão 72' · Durmuş 90+7' | (0:0) | 20' Malec · 28' Kowalczyk · 74', 75' Bursztyn | Polsat Plus Arena Gdańsk, Gdańsk Widzów: 13 870 Sędzia: Damian Sylwestrzak (Wrocław) |

| 715 maja 2022 | Stal Mielec                              | 1:1   | Śląsk Wrocław                                                                                               | |
| 12:30         | Pich 16'                                 | (0:1) | 90+5' Matras                                                                                                | Stadion Miejskiego Ośrodka Sportu i Rekreacji w Mielcu, Mielec Widzów: 5359 Sędzia: Bartosz Frankowski (Toruń) |
| 12:30         | Getinger 54' · Domański 65' · Matras 83' | (0:1) | 6' Expósito · 23' Mączyński · 63' Tamás · 81', 90+2' García · 90+1' Schwarz · 90+3' Sobota · 90+5' Piasecki | Stadion Miejskiego Ośrodka Sportu i Rekreacji w Mielcu, Mielec Widzów: 5359 Sędzia: Bartosz Frankowski (Toruń) |

| 815 maja 2022 | Górnik Zabrze                                       | 4:2   | Górnik Łęczna                             |                                                                                    |
| 15:00         | Dadok 66' · Podolski 86' · Kubica 89' · Marín 90+6' | (0:1) | 5', 52' Banaszak                          | Stadion im. Ernesta Pohla, Zabrze Widzów: 14 065 Sędzia: Sebastian Krasny (Kraków) |
| 15:00         | Wiśniewski 31' · Janža 45+1' · Podolski 84'         | (0:1) | 31' Lokilo · 57' Szramowski · 64' Serrano | Stadion im. Ernesta Pohla, Zabrze Widzów: 14 065 Sędzia: Sebastian Krasny (Kraków) |

| 915 maja 2022 | Radomiak Radom                           | 4:2   | Wisła Kraków               | |
| 17:30         | Angielski 50', 67', 68' · Abramowicz 86' | (0:1) | 8' Citaiszwili · 48' Savić | Stadion Lekkoatletyczno-Piłkarski im. Marszałka Józefa Piłsudskiego, Radom Widzów: 4304 Sędzia: Jarosław Przybył (Kluczbork) |
| 17:30         | Cichocki 73' · Nascimento 83'            | (0:1) |                            | Stadion Lekkoatletyczno-Piłkarski im. Marszałka Józefa Piłsudskiego, Radom Widzów: 4304 Sędzia: Jarosław Przybył (Kluczbork) |

### 34. kolejka (21 maja)
| 121 maja 2022 | Górnik Łęczna                                                | 0:1   | Jagiellonia Białystok                     |                                                                                |
| 17:30         |                                                              | (0:0) | 86' Imaz                                  | Stadion Górnika Łęczna, Łęczna Widzów: 2530 Sędzia: Patryk Gryckiewicz (Toruń) |
| 17:30         | Kalinowski 49' · Lokilo 51' · Guimarães 61' · Szcześniak 82' | (0:0) | 10' Imaz · 72' Wojciechowski · 89' Nalepa | Stadion Górnika Łęczna, Łęczna Widzów: 2530 Sędzia: Patryk Gryckiewicz (Toruń) |

| 221 maja 2022 | Lech Poznań                   | 2:1   | Zagłębie Lubin                    |                                                                        |
| 17:30         | Kędziora 10' · Czerwiński 38' | (2:0) | 64' (k) Chodyna                   | Stadion Poznań, Poznań Widzów: 41 008 Sędzia: Szymon Marciniak (Płock) |
| 17:30         | Ishak 78'                     | (2:0) | 74' Bartolewski · 90+6' Ławniczak | Stadion Poznań, Poznań Widzów: 41 008 Sędzia: Szymon Marciniak (Płock) |

| 321 maja 2022 | Legia Warszawa                        | 3:0   | Cracovia | |
| 17:30         | Rosołek 54' · Pekhart 65' · Lopes 85' | (0:0) |          | Stadion Miejski Legii Warszawa im. Marszałka Józefa Piłsudskiego, Warszawa Widzów: 20 803 Sędzia: Damian Kos (Gdańsk) |
| 17:30         | Pekhart 23' · Hołownia 63'            | (0:0) |          | Stadion Miejski Legii Warszawa im. Marszałka Józefa Piłsudskiego, Warszawa Widzów: 20 803 Sędzia: Damian Kos (Gdańsk) |

| 421 maja 2022 | Piast Gliwice | 1:1   | Radomiak Radom          |                                                                                           |
| 17:30         | Huk 90+4'     | (0:1) | 45' Angielski           | Stadion Miejski im. Piotra Wieczorka, Gliwice Widzów: 4384 Sędzia: Tomasz Musiał (Kraków) |
| 17:30         | Huk 50'       | (0:1) | 72' Łukasik · 80' Sokół | Stadion Miejski im. Piotra Wieczorka, Gliwice Widzów: 4384 Sędzia: Tomasz Musiał (Kraków) |

| 521 maja 2022 | Pogoń Szczecin                | 2:2   | Bruk-Bet Termalica Nieciecza                        |                                                                                                   |
| 17:30         | Zahovič 45' · Drygas 54'      | (1:0) | 58' (k), 79' Mešanović                              | Stadion Miejski im. Floriana Krygiera, Szczecin Widzów: 8783 Sędzia: Daniel Stefański (Bydgoszcz) |
| 17:30         | Fornalczyk 23' · Łęgowski 68' | (1:0) | 44' David Domgjoni · 83' Śpiewak · 88' Ambrosiewicz | Stadion Miejski im. Floriana Krygiera, Szczecin Widzów: 8783 Sędzia: Daniel Stefański (Bydgoszcz) |

| 621 maja 2022 | Raków Częstochowa               | 3:0   | Lechia Gdańsk                                           | |
| 17:30         | López 10', 12' · Gutkovskis 67' | (2:0) |                                                         | Miejski Stadion Piłkarski Raków w Częstochowie, Częstochowa Widzów: 5500 Sędzia: Damian Sylwestrzak (Wrocław) |
| 17:30         | Tudor 38'                       | (2:0) | 36' Conrado · 61' Biegański · 84' Koperski · 89' Maloča | Miejski Stadion Piłkarski Raków w Częstochowie, Częstochowa Widzów: 5500 Sędzia: Damian Sylwestrzak (Wrocław) |

| 721 maja 2022 | Śląsk Wrocław                                  | 3:4   | Górnik Zabrze                             |                                                                           |
| 17:30         | Janasik 25' · Schwarz 41' · Jastrzembski 45+1' | (3:2) | 14' Janicki · 43' Manneh · 62', 71' Marín | Tarczyński Arena, Wrocław Widzów: 11 770 Sędzia: Łukasz Kuźma (Białystok) |
| 17:30         | Štiglec 13'                                    | (3:2) |                                           | Tarczyński Arena, Wrocław Widzów: 11 770 Sędzia: Łukasz Kuźma (Białystok) |

| 821 maja 2022 | Wisła Kraków              | 0:1   | Warta Poznań             |                                                                                        |
| 17:30         |                           | (0:1) | 29' Szczepański          | Stadion Miejski im. Henryka Reymana, Kraków Widzów: 15 117 Sędzia: Piotr Lasyk (Bytom) |
| 17:30         | Fazłagiḱ 71' · Sadlok 90' | (0:1) | 27' Mäenpää · 86' Papeau | Stadion Miejski im. Henryka Reymana, Kraków Widzów: 15 117 Sędzia: Piotr Lasyk (Bytom) |

| 921 maja 2022 | Wisła Płock                              | 3:0   | Stal Mielec |                                                                                     |
| 17:30         | Pawlak 37' · Lesniak 73' · Kolar 86'     | (1:0) |             | Stadion im. Kazimierza Górskiego, Płock Widzów: 3021 Sędzia: Piotr Urban (Warszawa) |
| 17:30         | Michalski 24' · Tomasik 65' · Szwoch 68' | (1:0) | 18' Sitek   | Stadion im. Kazimierza Górskiego, Płock Widzów: 3021 Sędzia: Piotr Urban (Warszawa) |